# Стаффорд-Спрінгс (Коннектикут)
Стаффорд-Спрінгс (англ. Stafford Springs) — переписна місцевість (CDP) в США, в окрузі Толленд штату Коннектикут. Населення — 4780 осіб (2020).

## Географія
Стаффорд-Спрінгс розташований за координатами 41°58′5″ пн. ш. 72°18′22″ зх. д. / 41.96806° пн. ш. 72.30611° зх. д. (41.967942, -72.306163).  За даними Бюро перепису населення США у 2010 році переписна місцевість мала площу 16,60 км², з яких 16,51 км² — суходіл та 0,09 км² — водойми.

## Демографія
Згідно з переписом 2010 року, у переписній місцевості мешкало 4988 осіб у 2097 домогосподарствах у складі 1324 родин. Густота населення становила 300 осіб/км².  Було 2282 помешкання (137/км²).
Расовий склад населення:
| - 93,2 % — білих - 1,9 % — азіатів - 1,1 % — чорних або афроамериканців - 0,2 % — корінних американців - 1,0 % — осіб інших рас |

До двох чи більше рас належало 2,5 %. Частка іспаномовних становила 3,9 % від усіх жителів.
За віковим діапазоном населення розподілялося таким чином: 22,5 % — особи молодші 18 років, 64,6 % — особи у віці 18—64 років, 12,9 % — особи у віці 65 років та старші. Медіана віку мешканця становила 38,4 року. На 100 осіб жіночої статі у переписній місцевості припадало 94,6 чоловіків;  на 100 жінок у віці від 18 років та старших — 93,0 чоловіків також старших 18 років.
Середній дохід на одне домашнє господарство  становив 59 513 долари США (медіана — 50 392), а середній дохід на одну сім'ю — 71 238 доларів (медіана — 60 119). За межею бідності перебувало 19,1 % осіб, у тому числі 25,9 % дітей у віці до 18 років та 6,3 % осіб у віці 65 років та старших.
Цивільне працевлаштоване населення становило 2475 осіб. Основні галузі зайнятості: виробництво — 29,7 %, освіта, охорона здоров'я та соціальна допомога — 16,6 %, мистецтво, розваги та відпочинок — 9,1 %, роздрібна торгівля — 8,4 %.